# Ngô Văn Hùng
Ngô Văn Hùng (sinh 1956) là một Thiếu tướng Quân đội nhân dân Việt Nam. Ông từng giữ chức vụ Phó Tư lệnh Quân khu 2, đại biểu Quốc hội Việt Nam khóa XIII, thuộc đoàn đại biểu Lào Cai.

## Thân thế và sự nghiệp
Ông sinh ngày 21 tháng 5 năm 1956, quê quán ở Khu 5, An Xuân, Phú Hộ, TX. Phú Thọ, tỉnh Phú Thọ.
Ông có trình độ chuyên môn là Đào tạo cán bộ chiến dịch-chiến lược.
Ông có bằng Cao cấp lý luận chính trị.
Ông gia nhập Đảng Cộng sản Việt Nam vào ngày 10/4/1979.
Ông từng là Đại biểu Quốc hội Việt Nam khóa 12 tỉnh x, khóa 13 tỉnh Lào Cai.
Trước năm 2008, Phó Tham mưu trưởng Quân khu 2
Năm 2008, Phó Tư lệnh Quân khu 2
Thiếu tướng (2008)